# Tratado de Monteagudo
La Paz o Tratado de Monteagudo fue firmado el 29 de noviembre de 1291 en la localidad actualmente soriana de Monteagudo entre la Corona de Aragón y la Corona de Castilla. En él se acordó una alianza castellano-aragonesa, que fue sellada con el matrimonio de Jaime II de Aragón e Isabel de Castilla, hija de Sancho IV de Castilla, que murió poco después de dicho tratado, lo que provocó que se rompiera la frágil alianza entre los dos principales reinos de la península ibérica.
En la paz de Monteagudo se estipulaba que fueran recíprocamente los monarcas de Aragón y Castilla «amigos de sus amigos y enemigos de sus enemigos», no debiendo acoger en sus respectivos reinos a ningún ricohombre o caballero sin previo consentimiento de su soberano. Los reyes de Castilla y Aragón se obligaron a ayudarse en caso de guerra contra Francia y a mantener lo convenido con Pedro III.

Repartos territoriales, posesiones y reclamaciones de España y los reinos ibéricos en el norte de África, incluyendo el Tratado de Monteagudo.

Los reyes de Aragón y Castilla se llevaban enfrentando varios años, especialmente por el apoyo del primero a los infantes de la Cerda, pretendientes de la Corona castellana. Los motivos que llevaron a firmar el tratado de Monteagudo fueron varios. Al rey aragonés le interesaba resolver el conflicto de Sicilia y tener las manos libres para sus empresas mediterráneas, en tanto que el de Castilla necesitaba cierta estabilidad en su reino para acometer la conquista de Granada. Las paces se firmarían después en Soria de modo más suntuoso.
Uno de los acuerdos a que se llegó en este tratado fue delimitar las regiones de influencia de ambas coronas en el norte de África, estableciendo el río Muluya como límite. Al oeste quedó la zona de influencia castellana; al este, la aragonesa.